# Т-35
Т-35 — советский тяжёлый танк межвоенного периода. Разработан в 1931—1932 годах инженерами специализированного конструкторского бюро (КБ) под общим руководством Н. В. Барыкова. Является первым в СССР тяжёлым танком, запущенным в серийное производство — в 1933—1939 годах на Харьковском паровозостроительном заводе. В рамках нескольких небольших партий было выпущено 59 серийных машин.
Т-35 представлял собой пятибашенный тяжёлый танк классической компоновки, с пушечно-пулемётным вооружением и противопульным бронированием. Предназначался для поддержки пехоты и качественного усиления стрелковых и танковых соединений при прорыве сильно укреплённых позиций противника. Т-35 является единственным в мире пятибашенным танком, выпускавшимся серийно, и самым мощным танком Красной армии 1930-х годов.
С 1933 года танки Т-35 поступали на вооружение пятой тяжёлой танковой бригады (5 ТТБР) РККА, с 1936 года — выделенной вместе с остальными ТТБР в состав резерва Главного Командования. До 1941 года Т-35 ни в каких боевых действиях не участвовали, однако ограниченно применялись в ходе манёвров и учений и часто использовались в военных парадах, являясь зримым воплощением военной мощи СССР.
Т-35 приняли участие в боевых действиях начального этапа Великой Отечественной войны в составе 34-й танковой дивизии Киевского ОВО, однако очень быстро были потеряны, в основном — из-за технических неисправностей (лишь семь танков было потеряно в бою). Осенью 1941 четыре танка Т-35 принимали участие в боях за Харьков в составе отдельного противотанкового отряда. Все они были потеряны в бою.

## История создания

### Предпосылки
К концу 1920-х годов бронетанковые силы РККА имели в своём распоряжении лёгкие танки сопровождения пехоты Т-18 (МС-1), достаточно совершенные для своего времени. Однако более тяжёлые машины главным образом были представлены танками, известными в СССР под именем «Рикардо» — отбитыми у белогвардейцев британскими тяжёлыми танками Mk. V, воевавшими в Первую мировую, основательно изношенными и к концу 1920-х изрядно устаревшими.
Работы по созданию собственных средних и тяжёлых танков начались в СССР ещё в конце 1920-х годов, однако отсутствие у советских конструкторов необходимого опыта в области танкостроения не позволяло создать полноценные боевые машины. В частности, ничем окончилась попытка конструкторского бюро Орудийно-оружейно-пулемётного объединения разработать тяжёлый танк прорыва. Эта 50-тонная боевая машина должна была нести вооружение из двух 76-мм орудий и пяти пулемётов. Была построена лишь деревянная модель танка, после чего в начале 1932 года все работы по этому проекту были прекращены, хотя танк успел получить индекс Т-30.
Схожим образом окончилась работа «тюремного» КБ Автотанкодизельного отдела Экономического управления ОГПУ, работавшего над 75-тонным танком прорыва. Собственно, уже на начальной стадии проектирования этих машин их бесперспективность была налицо — проекты имели целый ворох недостатков, исключавших возможность постройки этих машин.
В марте 1930 года к проектированию среднего танка приступила смешанная советско-немецкая группа под руководством Эдварда Гротте. И хотя созданный под руководством Гротте средний танк ТГ также оказался по ряду причин непригодным и не пошёл в серию, советские сотрудники в ходе этой работы получили определённый опыт, который позволил им приступить к проектированию тяжёлых боевых машин. После прекращения работ над ТГ, из состава советских инженеров, работавших с Гротте, было создано специализированное КБ, задачей которого являлась разработка собственного тяжёлого танка. Возглавил КБ Н. В. Барыков, работавший ранее заместителем Гротте. В состав КБ вошли также конструкторы М. П. Зигель, Б. А. Андрыхевич, Я. М. Гаккель, Я. В. Обухов и другие.
В задании от Управления механизации и моторизации (УММ) РККА говорилось: «К 1 августа 1932 года разработать и построить новый 35-тонный танк прорыва типа ТГ». В связи с предполагаемой массой, перспективный танк получил обозначение Т-35. При проектировании этой машины конструкторы опирались на полуторалетний опыт работы над ТГ, а также результаты испытаний немецких танков «Гросстрактор» на полигоне под Казанью и материалы комиссии С. А. Гинзбурга по закупке перспективной бронетехники в Великобритании.
Работы шли в быстром темпе. Уже 28 февраля 1932 года заместитель начальника УММ РККА Г. Г. Бокис докладывал М. Н. Тухачевскому, в ту пору — начальнику вооружений РККА: «Работы по Т-35 (бывший ТГ) идут ударными темпами, и срыва сроков окончания работ не намечается…» Сборка первого прототипа, получившего обозначение Т-35-1, была окончена уже 20 августа 1932 года, а 1 сентября танк был показан представителям УММ РККА во главе с Бокисом, на которых произвёл сильное впечатление.

### Т-35-1
Прототип имел существенные отличия от задания УММ, прежде всего — по массе, которая составляла 42 т против 35 т в задании. Многочисленное вооружение располагалось в пяти независимых башнях, из-за чего визуально напоминал британский пятибашенный тяжёлый танк Vickers A1E1 Independent 1929 года постройки. Традиционно распространено мнение, что Т-35 был создан под влиянием «Индепендента», однако в архивных документах нет данных о том, что комиссия Гинзбурга во время своего пребывания в Англии интересовалась этой машиной. Не исключено, что советские конструкторы пришли к пятибашенной схеме самостоятельно, независимо от их английских коллег. Вооружение включало одно 76-мм орудие ПС-3, два 37-мм орудия ПС-2, а также три пулемёта ДТ. Многочисленное вооружение обусловило солидные метрические размеры (9720×3200×3430 мм). Броня танка имела толщину 30—40 мм. Экипаж состоял из 10—11 человек. Двигатель М-17 мощностью 500 л. с. позволял танку развивать максимальную скорость 28 км/ч, а запас хода по шоссе составлял 150 км. Удельное давление на грунт не превышало 0,7 кг/см², что в теории обещало вполне приемлемую проходимость. Опорные катки были сгруппированы попарно в три тележки на борт.
На испытаниях осенью 1932 года Т-35-1 показал неплохие результаты и в принципе удовлетворял военных, но был отмечен ряд недостатков в силовой установке машины. Кроме того, конструкция трансмиссии и пневматических приводов управления была слишком сложной и дорогой для массового производства танка. Конструкторам было предложено доработать проект по указанным направлениям, усилить вооружение и провести унификацию ряда деталей (в частности, главных башен) со средним танком Т-28.
В феврале 1933 года танковое производство завода «Большевик» было выделено в отдельный завод № 174 им. К. Е. Ворошилова, а КБ Барыкова переформировано в Опытно-конструкторский машиностроительный отдел (ОКМО), который и занялся доработкой Т-35-1.

### Т-35-2
Второй образец, обозначенный как Т-35-2, собрали в апреле 1933 года, а 1 мая он уже участвовал в параде на площади Урицкого (бывшей Дворцовой) в Ленинграде. От Т-35-1 танк отличался, помимо главной башни, установкой другого двигателя, изменённой формой фальшборта и рядом других мелких отличий.

### Т-35А
Параллельно в том же КБ велась разработка чертежей танка Т-35А, предполагавшегося для серийного производства. Т-35А значительно отличался и от Т-35-2, и от Т-35-1. Он имел переделанную ходовую часть с четырьмя тележками вместо трех, малые пулемётные башни другой конструкции, увеличенные средние башни с 45-мм пушками 20К, изменённую форму корпуса и т. д. Всё это вызвало ряд трудностей при изготовлении, так как Т-35А являлся, по существу, совершенно новой машиной.

## Серийное производство
Серийное изготовление Т-35 поручили Харьковскому паровозостроительному заводу имени Коминтерна. Работа по улучшению танка начата в 1932 году под руководством Н. В. Цейца, 11 августа 1933 года Т-35 принят на вооружение и с 1934 начал поступать в армию.
| Общее производство танков Т-35 по годам                 |                       |      |      |      |      |      |      |      |      |       |
| Год                                                     | Производитель         | 1932 | 1933 | 1934 | 1935 | 1936 | 1937 | 1938 | 1939 | Всего |
| Т-35-1                                                  | З-д «Большевик»/№ 174 | 1    | —    | —    | —    | —    | —    | —    | —    | 1     |
| Т-35-2                                                  | З-д «Большевик»/№ 174 | —    | 1    | —    | —    | —    | —    | —    | —    | 1     |
| Т-35А                                                   | ХПЗ/№ 183             | —    | —    | 10   | 7    | 15   | 10   | 11*  | 6*   | 59    |
| * — танки с коническими башнями (4 в 1938 и 6 в 1939г.) |                       |      |      |      |      |      |      |      |      |       |

В процессе производства в конструкцию танка неоднократно вносились изменения. В 1937 году увеличили толщину верхнего и нижнего лобовых и бортовых листов, брони кормы и башен с 20 до 23 мм; мощность двигателя повысили до 580 л. с., масса танка возросла до 52 т, а затем до 55 т. Число членов экипажа колебалось от 11 до 9 человек. Последняя партия из десяти машин, выпущенных в 1938—1939 годах, имела башни конической формы, изменённую конструкцию бортовых экранов, улучшенные уплотнения корпуса. Были также усилены элементы подвески.
В процессе эксплуатации Т-35А получал регулярные жалобы от РККА: в 1935 г. 6 машин получили рекламации (60 % от общего выпуска прошлого года), в 1936 г. — 17 рекламаций (68 % общего количества в эксплуатации), в 1937 г. — 39 рекламаций (122 %, т. к. некоторые танки имели по 2 рекламации), в 1938 г. — 52 рекламации (124 % от общего количества в эксплуатации).

## Конструкция танка
Т-35 представлял собой тяжёлый танк классической компоновки, пятибашенный, с двухъярусным расположением пушечно-пулемётного вооружения и бронированием, обеспечивавшем защиту от пуль и осколков снарядов, а также в ряде деталей лобовой проекции — и от снарядов малокалиберной противотанковой артиллерии.

### Корпус
Корпус танка — коробчатой формы, сложной конфигурации, сварной и частично клёпаный, из броневых листов толщиной 10—50 мм. В основном толщина брони Т-35 составляла 20 мм (низ лобовой части корпуса, борта, корма). Броневая защита башен — 25—30 мм. В носовой части слева имелся смотровой люк механика-водителя со смотровой щелью, прикрытой стеклоблоком. На марше люк мог открываться вверх, фиксируясь при этом винтовым механизмом. Для входа и выхода из танка механик-водитель располагал люком в крыше корпуса, над своим местом. Первоначально люк был двухстворчатым, затем его сменил одностворчатый складной. Поздняя модификация танка с коническими башнями имела овальный люк механика-водителя, аналогичный по конструкции башенному люку БТ-7 с конической башней. Вне зависимости от модификации, люк обладал одной неприятной особенностью — открыть его для выхода механик-водитель мог только лишь в том случае, если левая передняя пулемётная башня была бы развёрнута оружием «лево на борт». Таким образом, при повреждении пулемётной башни самостоятельное покидание механиком-водителем машины становилось невозможным. Главная башня имела пьедестал в форме неправильного шестигранника — так называемый «шестигран», по бокам которого располагались ящики для приборов дымопуска. Позади кормовых башен имелись воздухозаборные жалюзи, прикрытые броневыми экранами, и люк доступа к двигателю. Позади люка располагался глушитель. В верхнем кормовом листе танка имелось круглое отверстие для установки вентилятора, прикрывавшееся съёмным бронеколпаком с жалюзи.
Главная башня идентична по конструкции главной башне танка Т-28 ранних выпусков (вплоть до введения конических башен главная башня не имела штатной шаровой установки кормового пулемёта). Башня цилиндрической формы, с развитой кормовой нишей. В передней части башен на цапфах размещалось 76-мм орудие, справа от которого в независимой шаровой установке размещался пулемёт. Для удобства работы экипажа башня оснащалась подвесным полом.
Средние башни идентичны по конструкции башням лёгкого танка БТ-5, но без кормовой ниши. Башни цилиндрической формы, с двумя люками в крыше для доступа экипажа. В передней части башни устанавливалась 45-мм пушка и спаренный с ней пулемёт.
Малые пулемётные башни по конструкции идентичны пулемётным башням среднего танка Т-28, но, в отличие от последних, снабжены кольцевыми рымами для демонтажа. Башни цилиндрической формы, с выступом в носовой части, смещённым вправо. В лобовом листе башни в шаровой установке размещался пулемёт ДТ.
Танки Т-35 последней серии имели башни конической формы, при этом главная башня была идентична конической башне танка Т-28.

### Вооружение

#### Основное артиллерийское
Основным артиллерийским вооружением Т-35 являлась 76,2-мм танковая пушка образца 1927/32 годов (КТ-28) («Кировская танковая»). Специально разработанная в 1932 году для танка Т-28, пушка использовала доработанную качающуюся часть 76-мм полковой пушки образца 1927 года со следующими изменениями:
- укорочена длина отката с 1000 до 500 мм;
- увеличено количество жидкости в накатнике с 3,6 до 4,8 л;
- усилены салазки путём утолщения их стенок с 5 до 8 мм;
- введён новый подъёмный механизм, ножной спуск и новые прицельные приспособления, удовлетворяющие условиям работы танкового экипажа.

Пушка КТ-28 имела длину ствола в 16,5 калибров. Начальная скорость 7-килограммового осколочно-фугасного снаряда составляла 262 м/с, 6,5-килограммового шрапнельного — 381 м/с.
Пушка устанавливалась в лобовой части главной башни в маске на цапфах. Угол горизонтального наведения орудия составлял 360°, горизонтальное наведение осуществлялось посредством поворота башни, при этом, помимо ручного привода, имелся и электромеханический трёхскоростной привод. Максимальный угол возвышения пушки составлял +25°, склонения — −5° (по другим данным — +23° и −7° соответственно). Подъёмный механизм пушки — секторного типа, ручной.
Наведение орудия на цель осуществлялось при помощи панорамного перископического оптического прицела ПТ-1 обр. 1932 г. и телескопического ТОП обр. 1930 г. ПТ-1 имел увеличение 2,5× и поле зрения 26°. Прицельная сетка была рассчитана на ведение огня на дальность до 3,6 км бронебойными снарядами, 2,7 км — осколочными и до 1,6 км — из спаренного пулемёта. Для стрельбы ночью и в условиях пониженной освещённости прицел снабжался подсветкой шкал и перекрестья прицела. ТОП имел увеличение 2,5×, поле зрения 15°, и прицельную сетку, рассчитанную на ведение огня на дальность до, соответственно, 6,4, 3 и 1 км.
Возимый боекомплект — 96 выстрелов, из них 48 фугасных гранат и 48 шрапнелей. При необходимости в состав боекомплекта могли включаться и бронебойные снаряды, обладавшие, правда, весьма низкими характеристиками бронепробиваемости.
Последнее обстоятельство на протяжении долгого времени «коробило» военных. Пушка КТ-28 предназначалась для борьбы с огневыми точками противника и небронированными целями, и вполне удовлетворяла возлагавшимся на неё задачам. Могущество же её бронебойного снаряда в силу невысокой начальной скорости было весьма низким. Однако надо сказать, что пушка КТ-28 в качестве основного вооружения рассматривалась военными и конструкторами танка, как временная мера — впоследствии танки планировалось вооружать 76,2-мм универсальной танковой пушкой ПС-3. Однако по ряду причин её так и не удалось доработать до приемлемого уровня и запустить в производство.

#### Дополнительное артиллерийское вооружение
Дополнительное артиллерийское вооружение составляло две 45-мм нарезные полуавтоматические пушки обр. 1932 г. (20К), впоследствии заменённые на её модифицированный вариант обр. 1932/34 гг.. Пушка имела ствол со свободной трубой, скреплённой кожухом, длиной 46 калибров (2070 мм), вертикальный клиновой затвор с полуавтоматикой механического типа на орудии обр. 1932 г. и инерционного типа на обр. 1932/34 гг. Противооткатные устройства состояли из гидравлического тормоза отката и пружинного накатника, нормальная длина отката составляла 275 мм для пушки обр. 1932 г. и 245 мм — для обр. 1932/34 гг. Полуавтоматика орудия обр. 1932/34 гг. работала лишь при стрельбе бронебойными снарядами, тогда как при стрельбе осколочными, из-за меньшей длины отката, она работала как ¼ автоматики, обеспечивая только автоматическое закрытие затвора при вкладывании в него патрона, тогда как открытие затвора и экстракция гильзы осуществлялись вручную. Практическая скорострельность орудия составляла 7—12 выстрелов в минуту. Орудия обеспечивали начальную скорость бронебойного снаряда 760 м/с.
Пушки размещались в спаренной с пулемётом установке, на цапфах в лобовых частях малых орудийных башен. Наведение в горизонтальной плоскости осуществлялось поворотом башни при помощи винтового поворотного механизма. Механизм имел две передачи, скорость вращения башни на которых за один оборот маховика наводчика составляла 2° или 4°. Угол горизонтального наведения орудия носовой башни составлял 191°, кормовой — 184°. Наведение в вертикальной плоскости, с максимальными углами от −8 до +23°, осуществлялось при помощи секторного механизма. Наведение спаренных установок осуществлялось при помощи панорамного перископического оптического прицела ПТ-1 обр. 1932 г. и телескопического ТОП обр. 1930 г.
Возимый боекомплект составлял 226 выстрелов на 2 орудия, из них 113 бронебойных и 113 осколочно-фугасных.

#### Вспомогательное
Вспомогательное вооружение Т-35 состояло из шести 7,62-мм пулемётов ДТ. Два пулемёта размещались в главной башне: один — в лобовой части главной башни в автономной шаровой установке, справа от пушки, другой мог устанавливаться в кормовой нише на бугельной установке и вести огонь через закрывавшуюся броневой крышкой вертикальную амбразуру. Ещё два устанавливались по одному в малых пушечных башнях в спарке с 45-мм орудием. По одному пулемёту устанавливалось в лобовых частях пулемётных башен в шаровых установках. На танках последних серий на люке наводчика устанавливалась также зенитная турельная установка П-40 с пулемётом ДТ, снабжённым для стрельбы по воздушным целям коллиматорным прицелом (таким образом, общее количество пулемётов танка доводилось до семи). Боекомплект составлял 10080 патронов в 160 дисковых магазинах по 63 патрона каждый.

### Двигатель и трансмиссия
На всех танках Т-35 устанавливался четырёхтактный 12-цилиндровый V-образный карбюраторный авиационный двигатель М-17, лицензионный БМВ VI развивавший максимальную мощность 400 л. с. при 1450 об./мин. В ходе модернизации в 1936—1937 годах двигатель был форсирован до 580 л. с. Степень сжатия — разная для правого и левого блоков цилиндров. Разность образуется из-за сочлененного шатунного механизма (главный и прицепной шатуны); сухая масса двигателя — 553 кг. В качестве топлива использовался бензин марок Б-70 и КБ-70. Подача топлива — под давлением, при помощи бензопомпы. Для впрыскивания горючего во всасывающие трубы во время запуска холодного двигателя имелся специально сконструированный прибор — атмос. Масляный насос — шестерёнчатый. Карбюраторов — два, типа КД-1. Охлаждение двигателя — принудительное водяное, при помощи двух радиаторов, установленных по обеим сторонам двигателя, при этом правый и левый радиаторы не взаимозаменяемы.
Топливные баки общей ёмкостью 910 л (два емкостью по 320 л и один — 270 л) обеспечивали танку запас хода по шоссе до 150 км.
Коробка перемены передач, расположенная в трансмиссионном отделении, обеспечивала четыре скорости вперед и одну назад. На картере коробки передач устанавливался стартёр для запуска двигателя. Кроме того, в трансмиссионном отделении располагался многодисковый (27 дисков) главный фрикцион сухого трения (сталь по стали), многодисковые бортовые фрикционы с плавающими ленточными тормозами и бортовые передачи с двумя парами цилиндрических шестерён. Там же располагался редуктор отбора мощности на вентилятор, засасывающий воздух для охлаждения радиаторов. Привод на редуктор — от коленчатого вала двигателя; при 1450 об./мин. коленчатого вала обеспечивалась скорость вращения вентилятора 2850 об./мин., что давало производительность около 20 м³ воздуха в секунду.

### Ходовая часть
Гусеничный движитель состоял из восьми (на каждую сторону) обрезиненных опорных катков малого диаметра, шести поддерживающих катков с резиновыми шинами, направляющих колёс с винтовым механизмом натяжения гусениц, ведущих задних колёс со съёмными зубчатыми венцами и мелкозвенчатых гусеничных цепей со скелетообразными траками и открытым шарниром. Траки соединялись пальцами, стопорящимися с помощью шплинтов. Между направляющими колёсами и передними опорными катками были установлены натяжные ролики, предотвращавшие прогибы передних ветвей гусениц при преодолении вертикальных препятствий.
Подвеска — блокированная, по два катка в тележке; подрессоривание — двумя спиральными пружинами. Ходовая часть закрыта 10-мм броневыми экранами. Танк преодолевал подъёмы крутизной до 36°, рвы шириной до 3,5 м, вертикальные стенки высотой 1,2 м, брод глубиной 1,2 м. Удельное давление на грунт составляло 0,78 кг/см². В то же время большое значение отношения длины танка к его ширине (больше 3) неблагоприятно сказывалось на его маневренности.

### Электрооборудование
На первых машинах устанавливалось импортное электрооборудование напряжением 12 В, но затем, с 1934 года, перешли на отечественное оборудование, напряжением 24 В. Мощность генератора — 1000 Вт.
Для освещения дороги в ночное время танк имел две складные фары, снабжённые броневыми кожухами (аналогичны использовавшимся на Т-26 и Т-28). Для подачи звуковых сигналов имелся гудок «ЗЕТ» вибраторного типа.

### Средства наблюдения и связи
Средства наблюдения на Т-35 представляли собой простые смотровые щели, закрытые с внутренней стороны сменным триплексным стеклоблоком, обеспечивавшим защиту от пуль, осколков снарядов и брызг свинца при обстреле бронебойными пулями. По одной смотровой щели располагалось по бортам главной башни, по внешним бортам малых пушечных и пулемётных башен и в крышке люка механика-водителя. Кроме этого, командир танка и командиры малых пушечных башен располагали перископическими панорамными приборами наблюдения ПТК, защищёнными бронеколпаками.
Для внешней связи все танки Т-35 оснащались радиостанциями, монтировавшимися в кормовой нише главной башни слева (по ходу машины). На танки ранних выпусков устанавливалась радиостанция 71-ТК, обеспечивавшая связь на дистанцию в 18—20 км. С 1935 года на танк стали устанавливать радиостанцию 71-ТК-2 с увеличенной до 40—60 км дальностью связи, но из-за ненадёжности (радиостанция постоянно перегревалась) её уже с 1936 года заменили более совершенной 71-ТК-3, ставшей наиболее массовой танковой радиостанцией довоенных лет. 71-ТК-3 — приёмо-передающая, телефонно-телеграфная, симплексная радиостанция с амплитудной модуляцией, работающая в диапазоне частот 4—5,625 МГц и обеспечивающая дальность связи в телефонном режиме на ходу до 15 км и на стоянке до 30 км, а в телеграфном на стоянке — до 50 км. Масса радиостанции без антенны — 80 кг.
На машинах, выпущенных до 1935 года включительно, были проблемы с экранировкой электрооборудования, вследствие чего возникали сильные радиопомехи. Позднее благодаря блокировке электросхемы с помощью конденсаторов от большинства помех удалось избавиться.
Большинство Т-35 оборудовалось антенной поручневого типа, лишь на танках позднего выпуска с коническими башнями стали устанавливаться штыревые антенны.
Для внутренней связи Т-35 оснащались танковым переговорным устройством (танкофоном) ТПУ-6 на шестерых членов экипажа. На машинах первой серии устанавливался прибор типа «Сафар».

### Прочее оборудование
Т-35 имел установки для создания дымовой завесы. Также на танк мог устанавливаться опытный прибор ночного видения.

### Размещение экипажа
В процессе производства танка Т-35 число членов экипажа колебалось от 11 до 9 человек, в зависимости от конструкции конкретной серии. Чаще всего размещение экипажа выглядело следующим образом. В главной — верхней — башне, унифицированной с башней танка Т-28, находились три члена экипажа: командир танка (он же наводчик), пулемётчик, и сзади — радист (он же заряжающий). В двух башнях с 45-мм пушками размещаются по два члена экипажа — наводчик и пулемётчик, в пулемётных башнях — по одному стрелку. Главная башня отгораживалась от остальной части боевого отделения перегородкой. Передние и задние башни попарно сообщались между собой. В передней части корпуса между гусеницами находилось отделение управления — там размещался механик-водитель (из-за сильно выступающих вперёд ветвей гусениц он имел ограниченный обзор).

## Модернизации и модификации
В 1936—1937 годах была произведена существенная модернизация силовой установки и агрегатов трансмиссии танка Т-35. Двигатель был форсирован, в результате чего его мощность достигла 580 л. с. Изменения коснулись также коробки передач, бортовых фрикционов, систем обеспечения работы двигателя и электрооборудования. Глушитель был убран внутрь корпуса, а наружу выведены только выхлопные трубы. Также были улучшены уплотнения корпуса для предупреждения попадания воды внутрь машины при преодолении водных препятствий вброд. Кроме того, в целях улучшения проходимости танка была несколько изменена конструкция фальшборта, а толщина переднего наклонного бронелиста корпуса и лючка механика-водителя была доведена до 50 мм. Модернизация позволила несколько повысить надёжность тяжёлых танков и довести гарантированный пробег Т-35А выпуска 1937 года до 2000 км (более ранние машины имели гарантированный пробег не более 1500 км).
В 1938 году в АБТУ обсуждалась возможность замены орудия КТ-28 на 76,2-мм пушку Л-10, устанавливавшуюся на новые Т-28. Однако в конечном итоге от замены было решено отказаться, поскольку КТ-28 вполне справлялась с задачами, возлагавшимися на неё при сопровождении атакующей пехоты (уничтожением небронированных целей, пехоты и огневых точек противника), а для борьбы с бронетехникой имелись две 45-мм пушки 20К.
В ходе производства и эксплуатации танка не раз предпринимались попытки каким-то образом снивелировать специфический недостаток Т-35, негативно влияющий на его боевые возможности — сложность командования танком в бою. Командир был практически не в состоянии управлять огнём пяти башен, расположенных в два яруса. Недостаточная обзорность не позволяла ему контролировать обстановку на поле боя, в результате чего командиры башен были вынуждены самостоятельно отыскивать и уничтожать цели. После ряда изысканий для данной проблемы было найдено весьма интересное решение — осенью 1935 года Главное артиллерийское управление (ГАУ) по заказу АБТУ приступило к проработке возможностей установки на танк Т-35 системы централизованной наводки башен, примерно аналогичной применяемой на флоте. В итоге, слушателями артиллерийской академии был разработан танковый прибор управления артиллерийским огнём (ТПУАО), который в опытном порядке установили на один из танков. В комплексе с ТПУАО был установлен также 9-футовый морской дальномер «Barr & Stroud», партия которых была закуплена в Великобритании ещё до революции. На главной башне танка появилась специальная командно-наблюдательная башенка и бронированный кожух для дальномера.
В течение 1936 года проводились всесторонние испытания машины, давшие в целом положительные результаты — управление огнём и правда стало более удобным и эффективным. Однако вскрылась и специфическая проблема — для обслуживания ТПУАО требовался человек, имевший специальное образование. Кроме того, надёжность самого прибора была не на высоте. Наконец, громоздкий и малоудобный дальномер сильно портил впечатление от машины. В итоге, работы по установке на Т-35 системы централизованной наводки были приостановлены. В 1938 году к разработкам на некоторое время вернулись снова, однако вскоре они были закрыты окончательно — в отчёте, предоставленном в АБТУ в 1938 году, было указано, что подобная переделка танков Т-35 нецелесообразной из-за их малочисленности, высокой стоимости самого прибора и сомнительной боевой ценности и прибора, и танка в условиях современной маневренной войны.

### Т-35А образца 1939 года
Последние 10 танков Т-35, выпущенных в 1938-1939 году, имели существенные отличия от машин предыдущих серий, наиболее характерным из которых являлась коническая форма башен. Работы в направлении повышения защищённости танка начались на ХПЗ ещё в конце 1937 года, на основе опыта боёв Гражданской войны в Испании, в свете которых защищённость Т-35 уже не соответствовала тяжёлому танку. Во избежание непомерного увеличения массы танка при повышении его защищённости, инженеры завода занялись разработкой для танка башен конической формы, придавая бронелистам максимально возможные углы наклона.
К середине 1938 года проекты были разработаны. Хотя к этому моменту в УММ РККА уже был поставлен вопрос о целесообразности дальнейшего выпуска пятибашенных тяжёлых танков, официального решения о прекращении их производства не поступало, и была начата подготовка выпуска серии машин в 1938 году. В 1938 году был выпущен первый танк с коническими башнями (№ 234-34), а последняя машина (№ 744-67) серии (ставшая одновременно и последним выпущенным Т-35) сошла со стапелей в июне 1939 года.
Главная башня Т-35 образца 1939 года была унифицирована с конической главной башней среднего танка Т-28 последнего выпуска. Часть основных башен (на пяти танках № 234-34, 234-35, 234-42, 744-61, 744-62) также получила штатную шаровую установку пулемёта в кормовой нише. Средние и малые башни являлись целиком самостоятельными конструкциями, хотя в целом, кроме конической формы, существенных изменений они не претерпели.
Помимо конических башен, новые танки получили укороченный бортовой экран с открытым ведущим колесом (как на танке Т-35А № 234-35 выпуска 1938 года) и изменённой формой лючков доступа к поддерживающем роликам, количество которых было сокращено до 5. Кроме того, толщина лобового бронелиста была доведена до 70 мм, а лобовых деталей башен — до 30 мм. Три последних танка также получили подбашенную коробку со скошенными бортовыми бронелистами и люки прямоугольной формы на бортовых экранах.
Первые 3 машины серии (№ 234-34, 234-35, 234-42) получили поручневую антенну по периметру главной башни, однако на следующих Т-35 образца 1939 года от неё отказались в пользу штыревой.
Количество танков с коническими башнями составило 10 экземпляров.

### Серийные номера танков Т-35
| 1934   | 1935   | 1936    | 1937    | 1938     | 1939     |
| ------ | ------ | ------- | ------- | -------- | -------- |
| 148-11 | 339-30 | 220-25  | 0197-1  | 0197-2   | 744-62** |
| 148-19 | 339-48 | 220-27  | 0197-6  | 0197-7   | 744-63** |
| 148-22 | 339-75 | 220-28  | 0217-35 | 0200-0   | 744-64** |
| 148-25 | 339-78 | 220-29  | 196-94  | 0200-4   | 744-65** |
| 148-30 | 288-11 | 288-43* | 196-95  | 0200-8   | 744-66** |
| 148-31 | 288-14 | 288-65* | 196-96  | 0200-5   | 744-67** |
| 148-39 | 288-41 | 288-74* | 988-15  | 0200-9   | -        |
| 148-40 | -      | 0183-3  | 988-16  | 234-34** | -        |
| 148-41 | -      | 0183-5  | 988-17  | 234-35** | -        |
| 148-50 | -      | 0183-7  | 988-18  | 234-42** | -        |
| -      | -      | 537-70  | -       | 744-61** | -        |
| -      | -      | 537-80  | -       | -        | -        |
| -      | -      | 537-90  | -       | -        | -        |
| -      | -      | 715-61  | -       | -        | -        |
| -      | -      | 715-62  | -       | -        | -        |
| 10     | 7      | 15      | 10      | 11       | 6        |

-* эти номера у Коломийца даны с ошибкой, как 228-ХХХ, 288-ХХХ это правильное прочтение.
-**отмечены танки с коническими башнями
наклонные подбашенные коробки были введены с танка № 744-64.

## Машины, созданные на базе Т-35
- СУ-14 — экспериментальная тяжёлая самоходная артиллерийская установка (САУ), созданная на базе Т-35. Разработана в 1933 году КБ под руководством Н. В. Барыкова. Вместо башен на танк устанавливалась смещённая к корме просторная рубка, в которой размещалось 203-мм гаубица образца 1931 года (Б-4), моторно-трансмиссионное отделение перемещалось в носовую часть корпуса. Экипаж составлял 7 человек. В 1934 году построен опытный образец установки. В 1940 году было проведено экранирование САУ и ряд мелких модернизаций, после чего САУ получила обозначение СУ-14-2
- СУ-14-1 — экспериментальная тяжёлая самоходная артиллерийская установка (САУ), развитие конструкции СУ-14. В 1936 году построен опытный образец установки. Технически близка к СУ-14. По результатам стрельб 203-мм гаубица была заменена на 152,4-мм пушку большой мощности образца 1935 года (Бр-2). В 1940 году так же, как и СУ-14, была экранирована, после чего получила наименование СУ-14-Бр2.
- Т-112 — опытный средний танк, представлявший собой Т-28 с подвеской, заимствованной у тяжёлого танка Т-35. Разработан КБ Кировского завода под руководством Ж. Котина в 1938 году. Не вышел из стадии чертежей[15].

## Служба и боевое применение

### Штатно-организационная структура
В начальный период производства Т-35 соответствовал оперативно-техническим требованиям, предъявляемым к тяжёлым танкам Красной армии. Кроме того, по своей огневой мощи Т-35 был самым сильным танком мира. Три пушки и пять пулемётов, расположенные в пяти вращающихся башнях, обеспечивали массированный круговой огонь одновременно во всех направлениях, что для борьбы с пехотой в глубине обороны противника давало (в теории) определённые преимущества. Однако это потребовало увеличения экипажа, привело к усложнению конструкции. Тягово-динамические качества машины были явно недостаточны, особенно при повороте. Всё это не позволяло выполнять в полной мере задачи[какие?], стоящие перед тяжёлым танком. Наличие большого количества башен привело к тому, что командир не мог эффективно[уточнить] управлять огнём. Слабое бронирование[уточнить] делало танк уязвимым для артиллерии, а из-за огромных размеров и низкой подвижности танк представлял собой прекрасную мишень.
Было ясно, что требуется новая концепция тяжёлого танка. В рамках этой новой концепции были созданы экспериментальные танки СМК, Т-100 и КВ. Последний стал родоначальником первой в СССР удачной серии тяжёлых танков.

### Предвоенные годы
Первые танки стали поступать в сформированный в 1934 году в Харькове учебный танковый полк. В конце 1935 года он стал 5-м танковым полком РГК, а весной 1936 года он был развернут в 5-ю тяжелую танковую бригаду РГК. В мае 1936 года 3-й танковый полк РГК был переформирован в 3-ю ТТБР, дислоцировалась в Рязани. Из-за недостатка матчасти в 1937 году была переведена в разряд резервных, а в 1938 — переформирована в 3-й легко-танковый полк.
В марте 1939 года бригада стала 14-й ТТБР РГК и была передислоцирована в Житомир. Согласно штатного расписания она должна была иметь 32 Т-35, 85 Т-28, 28 БТ и 11 ХТ.
Состав бригады в 1939 году:
- 28-й отдельный танковый батальон. Командир — майор С. М. Жуков.
- 29-й отдельный танковый батальон. Командир — капитан П. Д. Бабковский.
- 35-й отдельный танковый батальон.
- 41-й отдельный учебный танковый батальон. Командир — майор И. Ф. Самсонов.
- 63-я отдельная рота связи.
- 212-я отдельная разведывательная рота.
- 53-я отдельная транспортная рота.
- 262-й ремонтно-восстановительный батальон. Командир — капитан П. Н. Крестин.

В июле 1940 года бригада была обращена на формирование 15-й ТД. На формирование 12-й ТД был обращен 28-й танковый батальон в составе 51 Т-35, ставший 1-м батальоном 23-го танкового полка. В марте 1941 года батальон был передан в состав вновь формируемой 34-й ТД.

### Великая Отечественная война
К 1941 году Т-35 по строгим советским стандартам морально устарели, однако с вооружения сняты не были и должны были эксплуатироваться до полного износа.
| Категория | КОВО | МВО | ПриВО | Всего |
| --------- | ---- | --- | ----- | ----- |
| 2         | 42   | 2   | 4     | 48    |
| 3         | 5    |     |       | 5     |
| 4         | 4/3  |     | 2/2   | 6/5   |
| Всего     | 51   | 2   | 6     | 59    |

Распределение танков Т-35 к 22 июня 1941 года
КОВО — 48
34-я танковая дивизия — 48, по списку — 51, из них 3 в капитальном ремонте на з-де № 183.
МВО — 2
ВАММ — 2
ПриВО — 4
2-е Саратовское БТУ — 4, еще 2 в капитальном ремонте на з-де № 183.
З-д № 183 — 5 (капитальный ремонт)
Кроме того:
Т-35-1 — ЛБТКУКС
Т-35-2 — Музей при НИАБТ Полигоне в Кубинке.
Все Т-35, имевшиеся в распоряжении 34-й танковой дивизии, к началу войны находились в районе Равы-Русской и были потеряны в первые дни боёв. 21 июня 1941 г. в полках 34-й танковой дивизии, дислоцированных в Грудеке-Ягеллонском, юго-западнее Львова, объявили тревогу. Машины заправили и вывели на полигон для загрузки боекомплекта. В ходе 500-км марша почти все Т-35 дивизии были потеряны, причем большинство — по техническим причинам: 8 оставлены в ожидании среднего и капремонта, 26 взорваны экипажами из-за аварий (4 — двигателя, 8 — главного и бортовых фрикционов, 10 — КПП и 4 — бортовой передачи). Кроме того, два танка застряли в болоте, а два упали в реку. В бою погибли 6 танков, ещё один пропал без вести вместе с экипажем. Последнее применение танков Т-35 отмечено во время битвы под Москвой. Имеются фотографии выдвигающегося на фронт по улицам Москвы одного Т-35. Но в боях он не участвовал. В легендарном Оскароносном документальном фильме «Разгром немецких войск под Москвой» (1942 год), сцены с использованием двух Т-35 были постановочными и снимались под Казанью с применением машин 2-го Саратовского БТУ.
Интересно, что сохранилось множество фотографий брошенных Т-35, сделанных немцами — танкисты панцерваффе и простые солдаты обожали фотографироваться на фоне «чуда враждебной техники».

### Трофейные машины
В первые недели войны один Т-35, полностью исправный и оставленный, видимо из-за нехватки топлива, был отправлен немецким командованием на танковый полигон в Куммерсдорфе, где был тщательно изучен немецкими инженерами. При этом немцы отмечали, что с транспортировкой машины возникли проблемы — танк не вписывался в железнодорожный габарит, а переключение рычагов было невероятно тяжёлым и изнурительным делом. Дальнейшая судьба этого танка точно неизвестна, хотя возможно, что именно с этим экземпляром связан последний случай боевого применения Т-35, относящийся к концу апреля 1945 года. В ходе обороны Берлина один трофейный Т-35 с испытательного полигона Цоссена был включён в состав 4-й роты 11-го танкового полка вермахта. В составе роты танк участвовал в боях в районе полигона, где вскоре и был подбит.

### Т-35 как символ «военной мощи» РККА
Как уже говорилось, вплоть до начала Великой Отечественной войны Т-35 не принимали участия в боевых действиях. Периодически Т-35 использовались в войсковых манёврах, однако главным «полем боя» этих машин стали площади Москвы и Киева, по которым эти танки проходили в составе всех парадов начиная с 1933 года и вплоть до начала Великой Отечественной войны. Танки Т-35 действительно имели весьма грозный и внушительный вид, в результате чего стали зримым воплощением «военной мощи» РККА. Правда, число танков, принимавших участие в параде, было достаточно невелико. Например, 7 ноября 1940 года на парады вывели всего 20 машин (по 10 в Москве и Киеве).
Кроме того, танки Т-35 изображены на ряде агитационных плакатов, посвящённых РККА. Интересно, что изображение Т-35 присутствует даже на одном из плакатов 1943 года. В это время в войсках уже давно не осталось ни одного Т-35, однако ощетинившийся пушками «сухопутный броненосец» продолжал выполнять свою пропагандистскую функцию, по-прежнему олицетворяя собой «военную мощь» Красной армии. Наконец, упрощённое изображение Т-35 было использовано в оформлении медали «За отвагу».

## Оценка машины

### Оценка боевого применения
С момента своего создания вплоть до Великой Отечественной войны, по суммированной огневой мощи, танк Т-35, казалось бы, должен был превосходить все мировые танки. Комбинация из трёх орудий и пяти-семи стрелявших во все стороны пулемётов, теоретически позволяла создать вокруг машины настоящее море огня. Но вместе с тем многобашенная компоновка, апогеем которой стал Т-35, делала танк малопригодным к ведению реальных боевых действий.
Командир физически не мог управлять огнём пяти башен, и в бою танк действовал неэффективно. Громоздкая конструкция боевого отделения повлекла за собой увеличение габаритов танка, сделав его прекрасной мишенью и одновременно лишив какого бы то ни было запаса на усиление бронирования. Но даже с противопульной бронёй «сухопутный линкор» весил полсотни тонн, заставляя двигатель работать на пределе своих возможностей, и даже на этом пределе М-17Т не мог разогнать машину до приемлемой скорости: скорость перемещения танка в бою обычно не превышала 8—10 км/ч. В комбинации с огромными размерами и слабой бронёй это ещё больше повышало уязвимость танка.
Вместе с тем, следует указать, что участники боевых действий на Т-35 не делали акцента на слабости бронезащиты: с дальних дистанций лобовая броня корпуса и башни выдерживала попадания немецких бронебойных 37-мм снарядов. Успеха немецкие противотанкисты достигали главным образом за счет многочисленности орудий ПТО, стрелявших по советским машинам с разных направлений, обрывая им гусеницы.
Впрочем, частям вермахта практически не довелось испытать на себе огневую мощь Т-35 — вместо немецких танков, главным врагом «тридцать пятых» были их же технические дефекты и общая ненадёжность — результат всех перечисленных выше недостатков. Длительный марш, который пришлось совершить 34-й танковой дивизии, стал для Т-35 совершенно смертельным.
Также, ни разу за всё время своего существования танки Т-35 не использовались по их прямому назначению — поддержке пехоты при прорыве укреплённых линий противника. Возможно, в такой обстановке Т-35 был бы более эффективен, но летом 1941 года 34-й дивизии до каких-либо штурмов было слишком далеко.

### Сравнение с зарубежными аналогами
Хотя концепция многобашенных тяжёлых танков в целом была изначально тупиковой, ею долгие годы увлекались конструкторы многих стран, имевших развитые бронетанковые войска. Впрочем, результат был примерно одинаковым у всех: проектирование и мелкосерийный выпуск стальных «динозавров» и, в ряде случаев, неудачное их применение в бою.
Родоначальником «сухопутных дредноутов» можно считать французский тяжёлый танк Char 2C. Разработка его началась ещё в ходе Первой мировой войны, в 1917 году. Причём уже в 1919 году предполагалось выпустить 300 единиц, однако в связи с окончанием военных действий производство было резко свёрнуто. В результате, до 1923 года изготовили всего 10 танков типа 2C. Вооружение состояло из 75-мм орудия и нескольких пулемётов и размещалось в двух башнях (орудийной спереди и пулемётной сзади) и бортовых амбразурах. Будучи по меркам 1917 года достаточно прогрессивной машиной, к началу тридцатых танк уже полностью устарел как морально, так и технически. Здесь и неудачное расположение двух башен в одном ярусе, исключавшее круговой обстрел, и огромные размеры машины, и низкие проходимость и надёжность. Принять участие в боевых действиях Второй мировой они не успели — Франция капитулировала, когда танки ещё двигались на фронт по железной дороге, где их через несколько часов и уничтожила немецкая авиация.
Существует мнение, что немалое влияние на разработку танка Т-35 оказало знакомство советских инженеров с английским проектом тяжёлого танка Vickers A1E1 Independent (с англ. — «Независимый»). Эта машина была создана в 1926 году с оглядкой на опыт французского 2C, но благодаря более рациональной компоновке избежала ряда недостатков последнего. Вооружение располагалось в пяти башнях. Размещение всех пулемётов в четырёх однотипных башенках, сгруппированных вокруг главной башни кругового обстрела с 47-мм пушкой, значительно увеличивало гибкость огня и позволяло нацелить на один объект как минимум два пулемёта и орудие. Применение подобной схемы размещения вооружения в конструкции Т-35 подкрепляет изложенную выше версию. Но так или иначе, A1E1 Independent не был принят на вооружение и не пошёл в серию, что сохраняет за Т-35 лавры единственного в мире серийного пятибашенного танка.
Что касается Германии, то в середине 1930-х годов фирмы «Рейнметалл-Борзиг» и «Крупп» построили небольшую партию тяжёлых трёхбашенных танков NbFz. Две спаренные пушки калибром 75 и 37 мм были установлены в центральной башне кругового вращения. Второй ярус вооружения образовывали две небольшие, диагонально разнесённые башни со спаренными пулемётами. Машина получилась компактной и довольно лёгкой (всего 25 т), что существенно увеличивало её подвижность — скорость достигала 35 км/ч. Однако бронирование танка не могло противостоять не только противотанковой артиллерии того времени, но даже противотанковым ружьям.
Английская и немецкая конструкции оказали влияние на японский тяжёлый танк «Тип 95», созданный в 1932 году. Машина имела достаточно мощное вооружение: 70-мм пушку в главной башне и 37-мм в башне меньшего размера, установленной спереди слева. Характерной особенностью «Типа 95» была пулемётная башенка в кормовой части позади силового отделения. Впрочем, из стадии опытных образцов танк так и не вышел.
Однако все эти машины не были удачными и лишний раз доказывали тупиковость многобашенной компоновки. Единственным относительно удачным образцом применения такой компоновочной схемы можно считать советский трёхбашенный средний танк Т-28.

## Сохранившиеся экземпляры
Т-35 в музеях
Сохранился только один танк Т-35:
- Россия — Бронетанковый музей в Кубинке. В экспозиции музея представлен Т-35 № 0197-7, с 1938 года находившийся в Казанском танковом училище и не принимавший участия в боевых действиях Великой Отечественной войны.

Кроме того, созданы две музейные реплики танка:
- Россия — Музей военной техники УГМК. Танки воссозданы по оригинальным чертежам и фотографиям на участке ремонта и реставрации военной техники и ретро-автомобилей АО «Уралэлектромедь». Неходовой макет подготовлен при содействии столичных реставраторов и 19 января 2016 года размещён в экспозиции музея[19]. В 2018 году здесь же была собрана массо-габаритная модель на ходу, которая станет принимать участие в торжественных парадах в День победы в Верхней Пышме[20].

## Т-35 в культуре

### Архитектура
Фриз на фасаде Санкт-Петербургского Дома Советов, выполненный скульптором Николаем Томским, включает в себя изображение танка Т-35.

### Графика
Стилизованный танк Т-35 изображён на медали «За отвагу».

### Массовая культура

#### Стендовый моделизм
Танк ограниченно представлен в индустрии стендового моделизма. С лета 2014 года выпуск сборных пластиковых моделей-копий танка Т-35 в масштабе 1:35 осуществляет китайская фирма Hobby Boss, причём танк представлен в четырёх условных модификациях — «ранний» (с одним большим люком в главной башне, кат. № 83841), «до 1938» (с двумя люками в главной башне и зенитной турелью, кат. № 83842), «1938» (модификация с коническими башнями при прямой подбашенной коробке, кат. № 83843) и «1939» (модификация с коническими башнями и наклонной подбашенной коробкой, кат. № 83844). Модели выпускаются методом литья под высоким давлением (ЛВД) и характеризуются достаточно высоким качеством и детализацией, имеется комплект металлических деталей, выполненных методом фототравления. Также выпускается набор функциональных гусениц для модели. Также сборные модели Т-35 в том же масштабе в разное время выпускались фирмами «ICM» (Украина) и «Alanger» (Россия), однако на сегодняшний день эти модели не производятся. Модели обеих фирм изготовлялись по одним и тем же пресс-формам и в целом отличались высоким качеством (вплоть до проработки, хотя и частичной, интерьера машин). Вместе с тем, они имели и ряд неточностей (к примеру, не существовавшая шаровая установка пулемёта в корме главной башни, местами неточное расположение ЗИП). Для настольной игры «Великая Отечественная война» () в этом году фирмой «Звезда» выпущена модель для сборки без клея в масштабе 1:100.
Сборные модели-копии Т-35 в масштабе 1:72 производятся фирмой «Modelkrak» (Польша). Модели в масштабе 1:87 выпускались в уже собранном виде в середине 1990-х годов китайским предприятием «Kamo». Наконец, к выпуску № 18 журнала «Русские танки», посвящённому Т-35, прилагалась модель танка в масштабе 1:72.
Существует сборная бумажная модель танка Т-35 с цилиндрическими башнями, выпущенная польским издательством «Modelik» в 2008 году.
Наконец, в январе 2015 года фирма «Звезда» заявила о планах выпуска модели в масштабе 1:35. 15 марта 2016 года модель появилась в продаже.
В 2018 году фирма «Звезда» анонсировала разработку модели в масштабе 1:72. В ноябре 2018 года модель появилась в продаже.

### Периодические издания
- Т-35 // Техника — молодёжи : журнал. — 1970. — Т. журнал, № 9. — С. 58—59. — ISSN 0320-331X.
- И. Шмелев, под ред. генерал-майора-инженера, проф. Л. Сергеева. Сухопутные дредноуты // Техника — молодёжи : журнал. — 1980. — № 1. — ISSN 0320-331X.
- П. Горохов. Танк особого назначения // Моделист-конструктор : журнал. — 1989. — № 3. — ISSN 0131-2243.
- Тяжёлый танк Т-35 // Моделист-конструктор : журнал. — 1989. — № 3. — ISSN 0131-2243.
- М. Коломиец. Бронеколлекция №2: Тяжёлый танк Т-35. — М.: Моделист-конструктор, 1995. — 32 с. — 5000 экз.
- М. Барятинский. Бронеколлекция №1 (16): Бронетанковая техника СССР 1939—1945. — М.: Моделист-конструктор, 1998. — 32 с.
- М. Коломиец, В. Мальгинов. Бронеколлекция №1 (40): Советские супертанки. — М.: Моделист-конструктор, 2002. — 32 с. — 5000 экз.
- М. Барятинский. Бронеколлекция №2 (65): Тяжёлые САУ Красной Армии. — М.: Моделист-конструктор, 2006. — 2500 экз.
- М. Барятинский. Бронеколлекция. Спецвыпуск №2 (6): Бронетанковая техника СССР 1939—1945. — М.: Моделист-конструктор, 2004. — 96 с. — 2010 экз.
- Тяжёлый пятибашенный танк Т-35 // Наука и техника : журнал. — 2006. — № 1.
- Тяжёлый танк Т-35 // Танкомастер (спецвыпуск) : журнал. — 2007. — № 2. — С. 2—3.